# 对话
对话是文學作品中常見的寫作方式。早期基督教作家经常使用对话形式写作，如游斯丁、俄利根和奥古斯丁，其中一个著名的实例为波爱修斯所著的《哲学的慰藉》。文艺复兴时期，伽利略通过对话形式的两部著作《关于托勒密和哥白尼两大世界体系的对话》与《关于力学和局部运动的两门新科学的对话和数学证明》，阐述自己的科学观点。
由對話輯錄成的文本稱為對話錄，是文學體裁之一。